# Периметр 2: Нова Земля
Периметр 2: Нова Земля (рос. Периметр 2: Новая Земля, англ. Perimeter 2: New Earth) — відеогра в жанрі стратегії в реальному часі, продовження гри Периметр. Гра була розроблена російською компанією K-D Lab і вийшла 12 грудня 2008 року на території Росії, видана компанією 1С. В інших країнах вона стала доступна 10 лютого 2009 року, видана Strategy First.
Події гри відбуваються після фіналу першої частини в тому ж всесвіті, але в іншому його вимірі. Біженці з Землі, розділені на ворогуючі течії Вихід і Повернення, після подорожей численними світами Спанжу, знайшли вихід до іншої планети нашого всесвіту, придатної для життя. Спочатку вони переконані, що це Земля, але скоро розуміють, що потрапили на іншу планету, яка таїть багато загадок, в тому числі пов'язаних з їхнім минулим. Вихід і Повернення, пристосувавшись до нових умов, починають боротьбу за панування над Новою Землею.

## Ігровий процес
Гра використовує основи ігрового процесу попередньої частини, гравець керує військовою базою, яку повинен розбудовувати, замовляти на ній війська та воювати з противником. В цій грі Фрейм слугує основою бази в кампанії, тоді як в мультиплеєрі відсутній. Терафомрування, яке було однією з основою ігрового процесу, змінило свою роль. Якщо раніше енергія для діяльності бази добувалася з зеро-шару — попередньо вирівняних ділянок ландшафту, то тепер отримується з повсюдних геотермальних джерел, особливості Нової Землі. Енергію добувають Ядра, котрі тепер відрізняються в протиборчих фракцій. У фракції Виходу вони осушують та підіймають територію навколо (Гео-ядро), а в Повернення навпаки, затоплюють і знижують (Акваядро). Відповідно Вихід будує свої бази на суші, а Повернення у воді. Ядра створюють енергомережу, яка живить будівлі поблизу. Для розширення бази слугують Виконроби, транспорт, який створюється Ядром і сам трансформується в Ядро у вказаному місці.
Війська більше не перетворюються з одних в інші, але мають по два режими — наземний і повітряний (крім спеціальних юнітів). Війська поділяються на легкі, середні і важкі юніти. Кожен тип виробляється відповідною фабрикою.
Всі дослідження нових технологій, видів зброї і удосконалень проводяться в єдиному науковому комплексі замість лабораторій — Ордені (Вихід) або Кластері (Повернення). Дослідження відкривають доступ до виробництва нових видів техніки і оборонних споруд, а також дозволяють покращувати бойові і захисні характеристики юнітів або наділяти їх новими властивостями.
Інструмент «Десниця» дозволяє здійснювати тераформування без участі Ядер та проводити розкопки в пошуках Псі-кристалів, захованих на території. Кристали дають нові можливості, такі як зброя масового ураження, і містять алегоричні образи, що відіграють свою роль в сюжеті.

## Сюжет
Спочатку гравець виступає в ролі Легата Виходу. Спірити, лідери Виходу, готуються побудувати станцію планетарної розвідки в місцевості, названій Локус, аби детально вивчити планету. Вони не припиняють боротьбу з Поверненням, прибічників якого вважають єретиками, недостойними життя на Новій Землі. Легат опановує управління базами та показує себе хорошим воєначальником.
Гравець розкопує Псі-кристал, що насилає видіння. Спірити пояснюють, що кристали виникли під час прибуття Фреймів зі Спанжу на цю планету і можуть бути використані сильними у вірі людьми, слабокодухі ж збожеволіють під їх впливом. Вони дають Легатові Десницю, яка дає нові можливості з добутих кристалів. Тим часом в іншому регіоні Повернення атакує Сейсмолабораторію і інший Легат вирушає туди на захист. Він добуває ще один кристал, який дозволяє отримати перевагу на полі бою. Лабораторія дозволяє використати особливості будови Локуса для сканування планети.
Вихід тіснить сили Повернення, а Легат отримує видіння з чергового кристала, яке трактує наступним чином: у Нової Землі були хазяї задовго до Спіритів і вони знали про майбутній прихід Виходу туди. Спірити втрачають довіру до нього, протиставляючи цьому Легатові його колегу, що воює в сусідній території.
Обрушення на гірській гряді відкриває шлях в тил Повернення. Там же виявляються структури, що належали розгромленій Імперії Спанжу. Це остаточно підриває віру Легата в істинність слів своїх покровителів. На нього відкривається полювання. До Фрейму Повернення прориваються війська, але їх знищує удар з орбіти невідомого походження.
Скориставшись, нагодою, Повернення береться за контрнаступ і, аналізуючи зібрані дані, робить висновок, що на Нову Землю обидві фракції привела третя сила. Легат-ренегат переходить на бік Повернення та передає інформацію про Сейсмолабораторію, використавши яку сподівається зв'язатися з хазяями планети. В цей час зростає сейсмічна активність.
Виявляється, що хазяї планети покинули її, а залишилися тільки їхні автоматичні станції на орбіті. Сама ж Нова Земля була кимось підготована для прибуття Виходу і Повернення та знищення обох через руйнування планети Інфорбом — величезним паразитом, який росте всередині неї.
Знищити Інфорба і врятувати планету можна тільки зі Спанжу, для чого потрібно захопити і використати Фрейм Виходу. Серед представників Виходу з'являється думка, що хазяї планети і є творцями Імперії Спанжу та тільки прикидаються жертвами.
Повернення захоплює Фрейм противника і вилучає з нього деталі для будівництва порталу в Спанж. Але потрібна спіраль і Фрейму Повернення, що стає причиною розколу. Зусиллями гравця вдається створити портал у Спанж і вирушити туди для знищення Інфорба. На цьому сюжет гри завершується.

## Оцінки й відгуки
| Агрегатор  | Оцінка |
| ---------- | ------ |
| Metacritic | 43/100 |

| Видання                    | Оцінка |
| -------------------------- | ------ |
| IGN                        | 51/100 |
| PC Gamer (Велика Британія) | 40/100 |

Гра отримала низькі оцінки від критиків та гравців, на відміну від попередниці, отримавши середню оцінку в 43 бали зі 100 на агрегаторі Metacritic.
Оглядач IGN дав їй 51 бал зі 100 з вердиктом: «Шкода, що дизайнери вирішили, що повинні змінити Периметр так різко. Те, що колись було свіжим та інноваційним дизайном, тепер виглядає як і в будь-який інший рядовій RTS. Те, що робило оригінальну гру настільки чудовою, було ризикованим, але здебільшого ці ризики окупилися, принаймні, змусили людей звернути увагу і запам'ятати їх. Важко уявити щоб Периметр 2 виглядав в такому ж світлі через п'ять років».